# Distrito de Toraya
El Distrito de Toraya es uno de los 17 distritos de la Provincia de Aymaraes  ubicada en el departamento de Apurímac, bajo la administración del Gobierno regional de Apurímac, en el sur del Perú.
Desde el punto de vista jerárquico de la Iglesia católica forma parte de la Diócesis de Abancay la cual, a su vez, pertenece a la Arquidiócesis de Cusco.

## Historia
El distrito fue creado mediante Ley No.8426 del 15 de julio de 1936.

## Autoridades

### Municipales
- 2023-2026:[3]
  - Alcalde: Jans Valdez Deza, del Partido Peru Libre (peru libre).
  - Regidores: Juan Modesto Salas Fanola (Peru Libre),  (APRA), David Prudencio Vega Huamaní (APRA), Paulina Paredes Salas (APRA), Julian Barrientos Torres (Regional Apurimac).
- 2007-2010
  - Alcalde: Simón Merino Gonzáles.

## Festividades
- Agosto 15: Fiesta Patronal de la Comunidad de Canua Virgen de la Asunción
- Septiembre 18: Señor de Lampa.
- julio 15: aniversario de la comunidad campesina de Toraya